# 尼古拉·巴甫洛维奇·洛马金
尼古拉·巴甫洛维奇·洛马金（俄语：Николай Павлович Лома́кин；1830年2月12日—1902年2月27日），19世纪俄罗斯帝国陆军军官，生于高加索总督区巴库，步兵上将。

## 生平
1830年2月12日，洛马金出生于巴库的贵族阶层。他早年加入了波洛茨克军校，在第19炮兵旅开始服役。1850年到1863年，他参加高加索战争，在达吉斯坦执行过特殊任务，服役表现优异。俄历1855年1月1日至1858年2月13日，任第20炮兵旅总部副官。
俄历1851年8月13日，晋升次级中尉（подпоручик）。
俄历1853年3月31日，晋升中尉（поручик）。
俄历1858年8月26日，晋升参谋大尉（штабс-капитан）。
俄历1861年9月3日，晋升大尉（капитан）。
俄历1865年11月21日，晋升中校（подполковник）。
俄历1870年5月26日，任曼吉什拉克分队（Мангышлакского отряда）指挥官。
俄历1870年11月2日，晋升上校（полковник）。
在1873年的希瓦战役中，他指挥曼吉什拉克分队（Мангышлакского отряда）立下战功，故于俄历1873年7月22日晋升少将（генерал-майора），获授铭勇黄金佩剑、三级圣弗拉基米尔勋章带授剑、德国二级红鹰勋章带授剑星徽、波斯一级雄师与太阳勋章。俄历1874年2月5日，任外里海军事部（Закаспийского военного отдела）长官和克拉斯諾沃茨克分队（Красноводского отряда）指挥官。俄历1876年，获授一级圣斯坦尼斯拉夫勋章.
1879年，俄军远征土库曼斯坦阿哈尔帖克人，途中指挥官拉扎列夫中将去世后，洛马金接任。在盖奥克泰佩战役中，他指挥上军事冒进，致使俄军战败，造成不小伤亡，撤退后由捷尔古卡索夫中将接管指挥。
1881年，他受任第比利斯省军事长官，并于俄历1884年3月31日，任当地第24旅长官。
1882年，获授一级圣安娜勋章。
1885年，获授二级圣弗拉基米尔勋章。
俄历1886年8月30日，晋升中将（Генерал-лейтенант）。
俄历1887年12月22日，受任指挥第19步兵师。
1890至1897年间，暂任第12军长官。
俄历1897年6月16日，洛马金晋升步兵上将（генералы от инфантерии）并退役，后投身于社会活动。
1902年，洛马金在第比利斯去世。
1911年，他的回忆录《外里海地区的十年》出版。